# Toni (film, 1935)
Pour les articles homonymes, voir Toni.
Pour plus de détails, voir Fiche technique et Distribution.
Toni est un  film français réalisé par Jean Renoir, sorti en 1935.

## Synopsis
Immigré italien, Antonio, dit « Toni », a trouvé du travail à Martigues. Il y vit d'abord auprès de Marie, mais il tombe amoureux de la belle Josefa, d’origine espagnole, dont l’oncle est un petit propriétaire prospère. Josefa se marie avec Albert, un Parisien qui a surtout des vues sur la fortune de l'oncle. Outre son cynisme et sa convoitise, Albert se révèle être brutal avec Josefa. Lorsque son oncle meurt, pour empêcher qu’Albert fasse main basse sur le magot, Josefa projette de s’en emparer et de s’exiler en Amérique avec Gabi, son cousin. Mais elle est surprise par Albert et, lors de leur affrontement, elle l’abat d’un coup de revolver. Lorsque Toni apprend par Josefa les circonstances de la mort d’Albert, il décide de maquiller le meurtre en suicide. Toni et Josefa transportent le cadavre dans une pinède pour l’abandonner avec le revolver à la main, mais ils sont pris sur le fait par le garde forestier. Pour épargner la prison à celle qu’il aime, Toni s’accuse du meurtre. Il sera abattu par un chasseur qui se prend pour un justicier lors de sa tentative d’évasion. Josefa se dénonce à la police.

## Fiche technique
- Titre original : Toni
- Réalisation : Jean Renoir
  - Assistants à la réalisation : Luchino Visconti, Georges Darnoux, Antonio Canor
- Scénario : Jean Renoir, Carl Einstein d’après une idée de Jacques Levert[1] inspirée d’un fait-divers local
  - Dialogues : Jean Renoir, Carl Einstein
- Musique : Paul Bozzi
- Décors : Léon Bourrely
- Photographie : Claude Renoir
- Son : Merguir Bardisbanian, René Sarazin
- Montage : Marguerite Renoir, Suzanne de Troye
- Scripte : Suzanne de Troye
- Production : Marcel Pagnol
- Société de production : Les Films d'aujourd'hui
- Sociétés de distribution : Les Films Marcel Pagnol (distributeur d'origine, France), Télédis (racheté par Gaumont)
- Pays de production :  France
- Langue originale : français
- Format : noir et blanc — 35 mm — 1,37:1 — son monophonique (RCA Sound System)
- Genre : drame
- Durée : 85 minutes
- Date de sortie :
  - France : 22 février 1935 aux Ciné-Opéra et Bonaparte (Paris)
- Classifications CNC : tous publics,  art et essai (visa délivré le 6 mai 1949)

## Distribution
- Charles Blavette : Antonio Canova dit « Toni »
- Celia Montalván : Josefa
- Jenny Hélia : Marie
- Édouard Delmont : Fernand
- Max Dalban : Albert
- Andrex : Gabi, le cousin de Josefa
- Michel Kovachevitch : Sébastian, l'oncle de Josefa
- Paul Bozzi : Primo, le guitariste
- Vincent Florio : un enfant de chœur[2]

Avec le concours d'agents de police de la région.

## Production

### Genèse
Ce drame de Jean Renoir (notamment secondé par Luchino Visconti, l’un des assistants à la réalisation), filmé en décors naturels, avec des moyens minimalistes qui restituent l’âpreté de la vie des immigrés, et tourné à Martigues, non loin du lieu où se produisit le fait divers dont le scénario s'est inspiré, est considéré comme un film précurseur du cinéma néoréaliste italien.

### Tournage
- Période de prises de vue : été 1934[3].
- Extérieurs dans les Bouches-du-Rhône :
  - Châteauneuf-les-Martigues,
  - Martigues : « Si la ville apparaît peu, le cadre naturel des environs de Martigues est très présent, les pinèdes et le rivage sont ceux d'un pays latin, « là où la nature sait si bien opérer la fusion des races » comme le précise Renoir dans son préambule »[4]. Le fait divers dont s'est inspiré Jean Renoir s'est déroulé dans le quartier « Canto-Perdrix » situé au Nord de Martigues. Jean Renoir a cependant transposé l'action dans des pinèdes du Sud proches du canal de Caronte. Sans que rien soit prouvé, c'était peut-être pour des raisons pratiques et/ou économiques, artistiques (le peintre Félix Ziem, 1821-1911, contemporain d'Auguste Renoir, avait fait construire en 1860 un atelier à proximité de ces pinèdes[5]), car la gare de Martigues que l'on voit dans le film est située non loin de ces pinèdes[6].
- Charles Blavette[7] : « Je signe le contrat, avec le rôle de Toni dans le film Toni sous la direction de Jean Renoir. Ceci, je le dois à Marcel Pagnol, comme je dois à Jean Renoir d’avoir appris mon métier.
Jean Renoir me trouve un peu gras pour le rôle dramatique de Toni et me conseille de maigrir. J’adopte un régime alimentaire draconien. Pendant les quarante-deux jours de prises de vues du film, je maigris de quatorze kilos. C’est excellent, car les scènes étant tournées dans l’ordre progressif du scénario je donne l’impression de mincir au fur et à mesure de l’intensité dramatique. C’est aussi le seul film que j’ai tourné dans l’ordre chronologique.
Ce film est tourné aux Martigues. Je loge à l’hôtel Sainte-Anne qui, plus tard, sera repris par l’un de mes amis.
Avec Jean Renoir, je rentre dans le métier de comédien. Il me fait travailler et se donne beaucoup de mal. Dans le scénario, Toni est un ouvrier carrier piémontais. Il y a un double mariage durant l’action, dont le mien.
Jean Renoir, qui sait le pittoresque des chœurs piémontais (chant, contre-chant et tierce) pense que cela ferait très bien à cette scène de mariage, etc. Quand il apprend qu’il y a des Piémontais aux Martigues, et qui chantent, bien entendu ! Le temps de les trouver, Jean Renoir les engage pour la scène du mariage. Pour le réalisme de cette scène, nous tournons de nuit le repas de noces, et à l’extérieur. Les chanteurs arrivent vers 22 heures. Renoir règle la scène avec cette minutie dans les détails qui lui est particulière. Il fixe le moment où les chanteurs doivent commencer. Nous répétons. Au moment voulu, les Piémontais demeurent muets. Arrêt. Jean Renoir s’informe sur la cause de ce mutisme. Après de laborieuses explications (ils ne parlent que quelques mots de français) nous comprenons qu’ils ont tout simplement soif. On leur donne des verres et une bouteille de vin. Un moment après, reprise de la répétition… et nouvel échec. Le litre était vide ! Jean Renoir envoie chercher une bonbonne de cinq litres. Quand elle fut finie, c’est à peine si les trois Piémontais commençaient à fredonner. Renoir eut vite fait de comprendre. Il fit apporter une bonbonne de trente litres. La scène fut tournée vers 1 heure du matin… Le lendemain, vers 8 heures, en nous rendant sur le terrain pour reprendre le travail, nous retrouvâmes nos trois Piémontais dans un fossé au bord de la route. Verres en main, la bonbonne retournée, ils chantaient à tue-tête un trio impeccable que Jean Renoir fit enregistrer aussitôt. […]
Jean Renoir m’a appris que le cinéma est un métier, avec un M majuscule. Depuis, je l’ai cru. »

## Accueil
« Réalisé avec des acteurs et des techniciens de l'équipe Marcel Pagnol, développé dans son laboratoire de Marseille, et ayant peut-être bénéficié de sa discrète collaboration pour certains dialogues, Toni, entièrement tourné en extérieurs dans le Midi, a plus d'un point commun avec Angèle, tant dans son thème et ses personnages (fille séduite, confident désintéressé, rudesse de la vie paysanne, etc.) que dans son style, résolument mélodramatique. Comme l'écrit René Bizet dans Le Jour, ce n'est pas exactement du cinéma mais du « théâtre en liberté ». La part propre de Renoir réside dans l'intérêt porté à la condition ouvrière, signe d'un net clivage politique qui va se confirmer dans les films suivants. »

— Claude Beylie, L'Avant-Scène Cinéma 251 / 252, Spécial Renoir, juillet 1980.

## Distinction
- New York Film Critics Circle Awards 1935 :  meilleur film étranger

## Sortie vidéo
Toni ressort en DVD/Blu-ray le 5 juin 2020 édité par Gaumont, avec en complément le documentaire L'Enquête sur l'enquête - autour du film "Toni" réalisé par Jean Renoir (46').